# 卒業ソング音楽祭
『卒業ソング音楽祭』（そつぎょうソングおんがくさい）は、TBS系列で2017年より毎年3月下旬（春）に生放送されている大型音楽番組である。

## 概要
かつてTBS系列で日曜0時58分 - 2時08分（土曜深夜）にレギュラー放送されていた音楽番組『COUNT DOWN TV』ではこれまでに『年越しプレミアライブ』や『ハロウィン音楽祭』といった派生大型音楽特番を放送されてきたが、初めての卒業ソング専門の大型特番となる。
番組タイトル通り、豪華な出演アーティストが卒業ソングや春の名曲を中心にスタジオ披露したり、街角インタビュー&番組ホームページで特に人気だった卒業ソングをVTRで一挙に紹介したり、やサプライズで歌をプレゼントするロケ企画などを展開する音楽番組である。
初回（2017年）では卒業ソングとドラマのコラボレーション企画も放送された。
第4回（2020年）は3月30日から開始される『COUNT DOWN TV』の派生番組『CDTVライブ!ライブ!』のお披露目・プレ放送を兼ねた内容となり、番組後半は『ライブ!ライブ!前夜祭』として放送。またタイトルロゴ・スタジオセットも『ライブ!ライブ!』と共通のデザインに変わっている。この回の放送は新型コロナウイルス感染拡大の影響を鑑み、無観客ではあるものの、出演アーティストが観客役を兼ねていた。
2021年3月29日、約4時間の枠で『CDTVライブ!ライブ!春の4時間スペシャル』と題して放送されたが、同年以降は過去4回の特番と異なり、いわゆる「卒業ソング」に限定せず、出演アーティストがスタジオや東京近郊の中継先から「春ソング」の名曲を中心に披露する番組構成となっている。
『CDTVライブ!ライブ!春の4時間スペシャル』放送日時
- 2021年3月29日 19:00-22:57[1]
- 2022年3月28日 19:00-22:57

## 放送内容

### 第1回（2017年）
- 放送タイトル：『CDTV春スペシャル 卒業ソング音楽祭2017』
- 放送日時：2017年3月30日（木曜日）19時00分 - 21時57分
- 司会・進行：安住紳一郎（TBSアナウンサー）

### 第2回（2018年）
- 放送タイトル：『CDTVスペシャル! 卒業ソング音楽祭2018』
- 放送日時：2018年3月21日（水曜日・春分の日）19時00分 - 22時00分[注 3]
- 司会・進行：安住紳一郎（TBSアナウンサー）

### 第3回（2019年）
- 放送タイトル：『CDTVスペシャル! 卒業ソング音楽祭2019』
- 放送日時：2019年3月21日（木曜日・春分の日）20時00分 - 23時07分[注 6]
- 司会・進行：安住紳一郎（TBSアナウンサー）、江藤愛（TBSアナウンサー）

### 第4回（2020年）
- 放送タイトル：『CDTVスペシャル! 卒業ソング音楽祭2020』
- 放送日時：2020年3月16日（月曜日）19時00分 - 22時57分[注 7]
- 司会・進行：ライブ!ライブ!スタッフ・えとちゃん（江藤愛（TBSアナウンサー））

## スタッフ
2020年時点
- ナレーター：バッキー木場、下野紘、大野恵里佳
- 構成：中野俊成・ひぐちひろき、加藤智久、いまぷくけんじ、佐藤雄介、谷口雅人、羽柴拓・野村正浩
- TM：山下直
- TD：中村年正、山根卓也
- VE：木野内洋
- カメラ：小笠原朋樹
- 照明：宮崎友宏
- 音声：池田千廣
- PA：井上忠紀
- 音響効果：加藤博紀、後藤俊輔
- プロンプター：田中晶子
- 美術プロデューサー：中西忠司
- 美術デザイナー：木村真梨子
- 美術制作：桂誉和、小栗綾介
- 装置：谷平真二
- 操作：石川清太
- 電飾：宇都山玲、長嶋健司、住義仁
- アクリル装飾：森美男
- 装飾：中島蒼
- バルーン装飾：波多野典子
- 特殊効果：星野達哉
- 楽器：小室洋平
- ヘアメイク：遠藤敏子
- CGプロデューサー：三嶋さつき
- CGデザイナー：久保有寿沙
- テロップ：中山龍司
- VFE：佐藤洋子
- 《埼玉県権現堂公園》
  - TD：高橋功
  - 音声：武田聡之
  - 照明：小野寺伸一
  - PA：内藤甲斐
  - 美術制作：武井大浩
  - 植木装飾：村佳子
  - FD：丸尾奈緒美、貝瀬友里
  - ディレクター：伊藤雄介
- 《茨城県つくばみらい市立三島小学校》
  - TD：木口泰志
  - 音声：菊哲也
  - 照明：小尾浩幸
  - PA：鈴木紀浩
  - 美術制作：杉山智之
  - アクリル装飾：斎田篤
  - FD：渡辺晴香、橘信吾
  - ディレクター：伊藤大輔
  - プロデューサー：山口雄太
- 編集：田口勇馬
- MA：泉野翔洋
- 公開：松元裕二、橋本佑太
- 編成：加藤丈博、佐藤美紀
- 番宣：松村紗仁子、山岸信良、小林恵美子、竹井英俊
- 宣伝企画：真鍋武
- データ放送：志村宗隆
- TK：長谷川道子
- デスク：小川伸子
- 技術協力：東通、T-TEX、ティ・エル・シー、エヌ・エス・ティー、TAMCO、ラ・ルーチェ、RISING、テクト、MTPLANNING
- CG協力：THEKingMaker
- 制作協力：ファルコン、ボトム、クラリシオン、シークマン、山口社
- MP：吉橋隆雄
- AD：久米慶一郎、桑原大智
- 制作進行：大野道子
- アシスタントプロデューサー：遠藤英里、金子美樹、大曲夏奈子、森田睦美／サード吉田
- ディレクター：深谷俊介、赤阪千明、早川康弘、池田千春、江口聡昭、石野将、橋本詳吾、米澤孝祐、土屋佳弘、八重垣諭、古賀輝彦
- 舞台監督：伊藤大基
- 歌演出：小野塚英明
- 担当プロデューサー：志賀大士、井上整、安永洋平
- 総合演出：竹永典弘
- プロデューサー：髙宮望
- エグゼクティブプロデューサー：大木真太郎、落合芳行
- 制作著作：TBS